# Société historique turque
La Société historique turque (turc: Türk Tarih Kurumu) est un institut fondé par Mustafa Kemal Atatürk chargé de rechercher l'histoire des turcs à partir des sources les plus anciennes. 
L'institut est devenue une entité juridique publique distincte et a été placée sous la supervision et le contrôle de l'Institut supérieur de la culture, de la langue et de l'histoire d'Atatürk, qui a été créé en 1983.

## Liste des présidents
- Mustafa Kemal Atatürk (1931-1938)

1. Tevfik Bıyıklıoğlu (1931-1932)
2. Prof. Dr Yusuf Akçura (1932-1935)
3. Hasan Cemil Çambel (1935-1941)
4. Ord. Prof. Dr Şemsettin Günaltay (1941-1961)
5. Ord. Prof. Dr Şevket Aziz Kansu (1962-1973)
6. Ord. Prof. Dr Enver Ziya Karal (1973-1982)
7. Ord. Prof. Dr Sedat Alp (1982-1983)
8. Prof. Dr Yaşar Yücel (1983-1992)
9. Prof. Dr Neşet Çağatay (1993)
10. Prof. Dr İbrahim Agah Çubukçu (1993)
11. Prof. Dr Yusuf Halaçoğlu (1993-2008)
12. Prof. Dr Ali Birinci (2008-2011)
13. Prof. Dr Bahaeddin Yediyıldız (2011-2012)
14. Prof. Dr Mehmet Metin Hülagü (2012-2014)
15. Prof. Dr Mehmet Ali Beyhan (2014-2015)
16. Prof. Dr Refik Turan (2015-2020)
17. Prof. Dr Ahmet Yaramış (2020)
18. Prof. Dr Birol Çetin (2020-2023)
19. Prof. Dr Yüksel Özgen (2023-)[1]